# Anthomyia concava
Anthomyia concava är en tvåvingeart som beskrevs av Ackland 2001. Anthomyia concava ingår i släktet Anthomyia och familjen blomsterflugor. Inga underarter finns listade i Catalogue of Life.